# ناحیه تندو الله‌یار
ناحیه تندو الله‌یار (به انگلیسی: Tando Allahyar District) یکی از ناحیه‌های پاکستان در پاکستان است که در ایالت سند واقع شده‌است. ناحیه تندو الله‌یار ۸۳۶٬۸۸۷ نفر جمعیت دارد.